# 精神現象学
『精神現象学』（せいしんげんしょうがく、独：Phänomenologie des Geistes）は、G. W. F. ヘーゲル（1770年 - 1831年）が1807年に出版した著作。原意は「精神の現象学」。

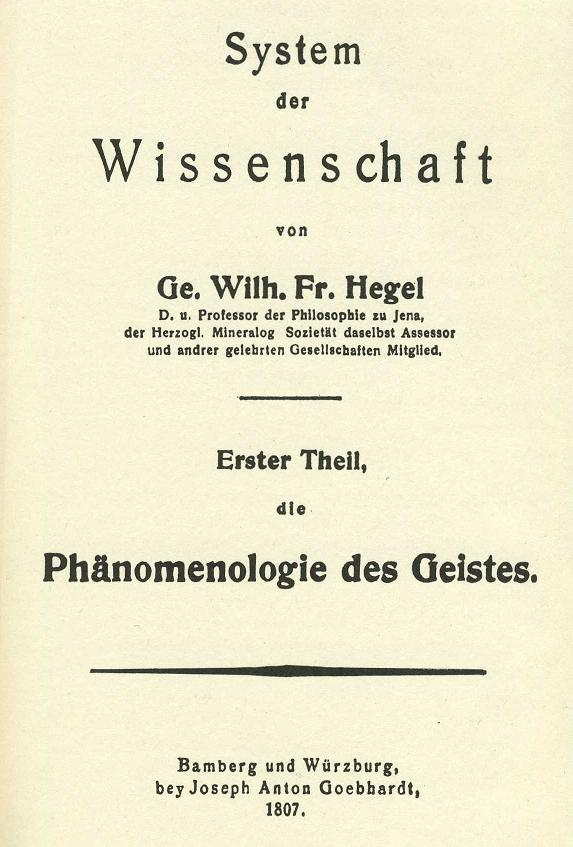
精神現象学

本書は、観念論の立場にたって意識から出発し、弁証法によって次々と発展を続けることによって現象の背後にある物自体を認識し、主観と客観が統合された絶対的精神になるまでの過程を段階的に記述したもの。カントの認識と物自体との不一致という思想を超克し、ドイツ観念論の先行者であるフィヒテ、シェリングも批判した上で、ヘーゲル独自の理論を打ち立てた初めての著書である。難解をもって知られ、多くの哲学者に影響を与えた。
序文の中にある「死を避け、荒廃から身を清く保つ生命ではなく、死に耐え、死のなかでおのれを維持する生命こそが精神の生命である。」という言葉が、この著作におけるヘーゲルの立場を端的かつ率直に示した表明として有名である。ただし、この場合の死とは感性的・直観的ないし形式論理的な文脈のなかでの精神の自己喪失状態を表している。

## 位置付け
ヘーゲルの哲学大系の中では、「精神現象学」とは「意識」を問題とする哲学の分野である。「精神現象学」の領域における「意識」の発展を、ヘーゲルの弁証法に基づいて示せば、
1. 意識そのもの
2. 自己意識
3. 理性

の3段階を示す。「意識そのもの」の段階では、「感性的意識」から「知覚」へ、そして「悟性」へと認識が深められる。次にこのような認識の主体としての「自己」が自覚され、「自己意識」が生じる。この「自己意識」と同質な意識を他者にも認めることによって、他人の「自己意識」をも認識し、単なる自我を超えた普遍的な、他者との共通性を持つ「自己」、「理性」の現れとしての「自己」を認識にするに至る。この過程が「精神現象学」である。
一方で『精神現象学』ではやや異なる広い意味での「精神現象学」が記述されており、前述の「理性」段階に至るまでの「精神現象学」に続いて、「客観的精神」「絶対的精神」をも考察の対象に含める。つまり「意識」あるいは「主観的精神」のみならず広く「精神」一般をその対象に含む。
本書の原題は「学の体系」(System der Wissenschaft)であって、ヘーゲル哲学体系の総論ないし導入として執筆されたものであるが、後に出版されたエンチクロペディーでは、精神現象学に対応する章はない。

## 構成
多くの訳書があるが、本書の構成はおおよそ以下のとおり。
- Ａ意識
  - Ⅰ感覚的確信
  - Ⅱ知覚
  - Ⅲ力と科学的確信
- Ｂ自己意識
  - Ⅳ自己確信の真理
    -       - A自己意識の自律性と非自律性
      - B自己意識の自由
- Ｃ理性（AA）理性
  - Ⅴ理性の確信と真理
    - A観察する理性
      - a自然の観察
      - b純粋な状態にある自己意識の観察、および、外界と関係する自己意識の観察
      - c自己意識と身体の関係―人相学と頭蓋論

    - B理性的な自己意識の自己実現
      - a快楽と必然性
      - b心の掟とうぬぼれの狂気
      - c徳性と世のならい

    - C絶対的な現実性を獲得した個人
      - a精神の動物王国とだまし
      - b理性による掟の制定
      - c理性による掟の吟味
- （BB）精神
  - Ⅵ精神
    - A真の精神―共同体精神
      - a共同の精神―人間の掟と神の掟、男と女
      - b共同体にかかわる行動―人間の知と神の知、責任と運命
      - c法の支配

    - B疎外された精神―教養
    - Ⅰ疎外された精神の世界
      - a教養と、現実の教養の世界
      - b信仰と純粋な洞察

    - Ⅱ啓蒙思想
      - a啓蒙思想と迷信とのたたかい
      - b啓蒙思想の真実

    - Ⅲ絶対の自由と死の恐怖
    - C自己を確信する精神―道徳
      - a道徳的世界観
      - bすりかえ
      - c良心―美しい魂、悪、悪の許し
- （CC)宗教
  - Ⅶ宗教
    - A自然宗教
      - a光の宗教
      - b植物と動物
      - c職人

    - B芸術宗教
      - a抽象的な芸術作品
      - b生きた芸術作品
      - c精神的な芸術作品

    - C啓示宗教
- （DD)絶対知
  - Ⅷ絶対知

## 内容

### 序論
序論では「真理」とは何かについて書かれている。ヘーゲルは真理を実体としてだけでなく主体としても把握し表現することが重要であると主張している。

### 諸論
諸論では「現象学の意図と方法」という副題がついており、より具体的な方法などが書かれている。諸論の中でヘーゲルはデカルトからカントに至るまでの主観と客観の関係を振り返り、その対立の錯覚などを指摘した上で、この「精神現象学」が叙述を通じて意識の運動を記述することを表明する。

## 主な日本語訳
- 樫山欽四郎訳『精神現象学』平凡社ライブラリー（上下）、1997年。新版
- 長谷川宏訳『精神現象学』作品社、1998年
- 牧野紀之訳『精神現象学』未知谷、2001年、第二版2018年
- 金子武蔵訳『精神の現象学』岩波書店「ヘーゲル全集」（上下）、新版2002年
- 熊野純彦訳『精神現象学』ちくま学芸文庫（上下）、2018年

### 関連文献
- 金子武蔵『ヘーゲルの精神現象学』ちくま学芸文庫、1996年。新版
- 加藤尚武編『ヘーゲル「精神現象学」入門』講談社学術文庫、2012年。新版
- クーノ・フィッシャー『ヘーゲルの精神現象学』玉井茂、宮本十蔵訳、勁草書房、1991年。古典
- ジャン・イポリット『ヘーゲル精神現象学の生成と構造』市倉宏祐訳、岩波書店（上下）、1972-73年
- アレクサンドル・コジェーヴ『ヘーゲル読解入門　『精神現象学』を読む』上妻精・今野雅方訳、国文社、1987年
- ジャン＝クレ・マルタン『哲学の犯罪計画　ヘーゲル『精神現象学』を読む』信友建志訳、法政大学出版局：叢書・ウニベルシタス、2013年
- フレドリック・ジェイムソン『ヘーゲル変奏　『精神の現象学』をめぐる11章』長原豊訳、青土社、2011年
- 竹田青嗣・西研『完全解読 ヘーゲル『精神現象学』』講談社選書メチエ、2007年。ISBN 978-4062584029
- 竹田青嗣・西研『超解読！ はじめてのヘーゲル『精神現象学』』講談社現代新書、2010年。ISBN 978-4062880503